# KNDS France

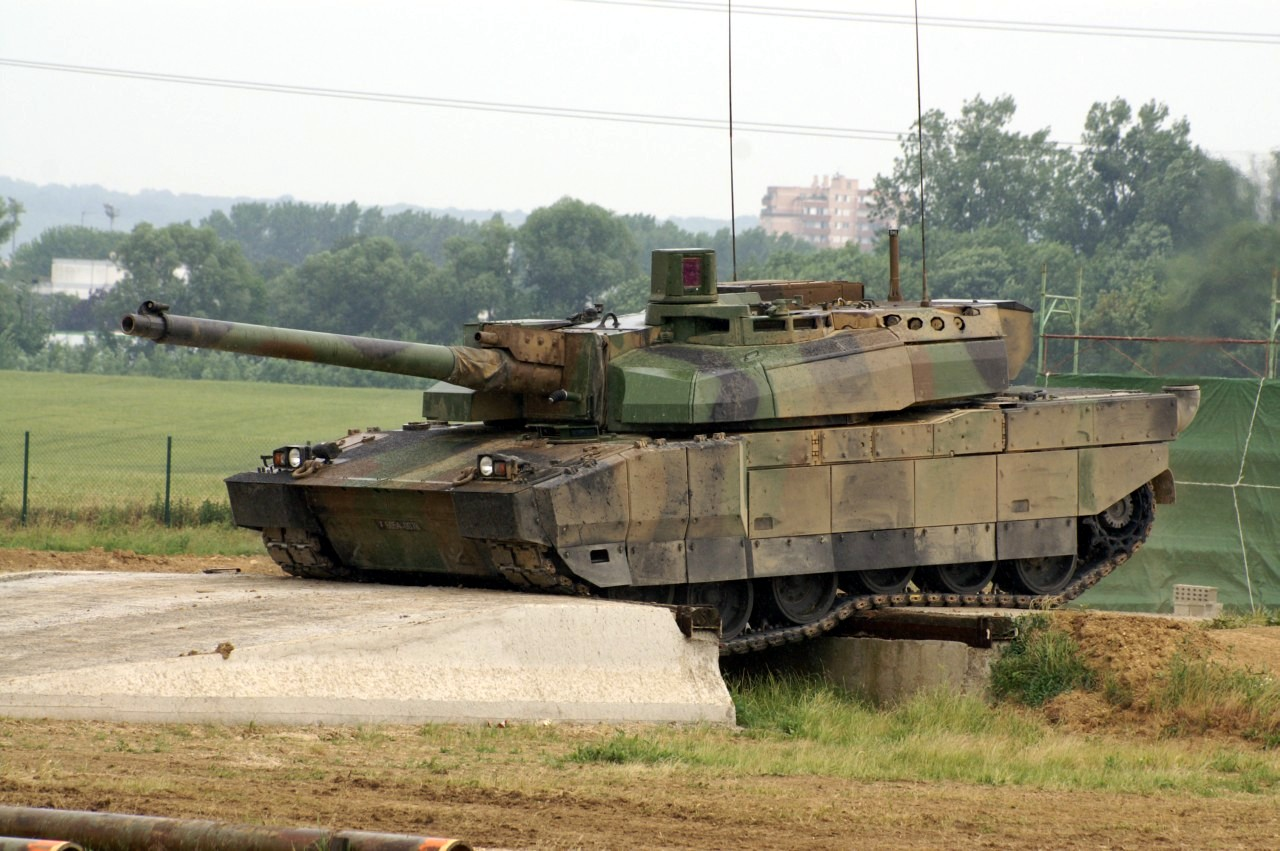
AMX-56 Nexter Leclerc przejeżdża przez przepaść.

KNDS France – francuskie przedsiębiorstwo państwowe przemysłu zbrojeniowego, znane wcześniej pod nazwą Nexter Systems SA, a do 2006 jako GIAT Industries (fr. Groupement des Industries de l'Armée de Terre – Grupa Przemysłowa Armii Lądowej).
KNDS France jest producentem amunicji, transporterów opancerzonych, artylerii i elektronicznych systemów bojowych na potrzeby sił zbrojnych Francji, a także innych krajów, do których eksportuje swoje produkty.

## Produkty koncernu Nexter
- karabin szturmowy FAMAS
- karabin samopowtarzalny FR F1
- karabin wyborowy FR F2
- czołg lekki AMX-13
- czołg podstawowy AMX-30, Leclerc
- samochód pancerny AMX-10RC
- transporter opancerzony VAB oraz Titus
- MRAP Aravis
- bojowy wóz piechoty AMX-10P, VBCI
- lotnicze działko rewolwerowe DEFA 550 i GIAT 30 (DEFA 791)
- okrętowe działko automatyczne F2 kalibru 20 mm, M621 kalibru 20 mm
- granatnik przeciwpancerny APILAS, LRAC F1, WASP-58
- samobieżne działo polowe AMX Au F1, CAESAR kalibru 155 mm
- haubica holowana LG1 Mark II kalibru 105 mm
- elektroniczny system pola walki FINDERS

## Historia
GIAT Industries zostało założone w 1973 roku z inicjatywy zakładów przemysłowych kierowanych przez armię i Ministerstwa Obrony Francji. W 1991 koncern został znacjonalizowany.
Zaraz po powstaniu koncern przynosił straty. W 2001 określono jego sytuację finansową jako krytyczną. Dopiero w 2004, głównie dzięki kontraktom na modernizację czołgów Leclerc oraz innych pojazdów pancernych, oraz znacznemu wzrostowi eksportu, Nexter zaczął przynosić zyski. 22 września 2006 grupa GIAT została przemianowane na Nexter Systems SA.
29 lipca 2015 Nexter Systems oraz niemiecki Krauss-Maffei Wegmann podpisały umowę o utworzeniu joint venture z równym udziałem obu przedsiębiorstw. Przewidywana nazwa nowej spółki miała brzmieć Newco. W grudniu 2015 rząd federalny Niemiec wyraził zgodę na połączenie koncernów i utworzenie spółki o nazwie KMW and Nexter Together, w skrócie KANT. Siedzibą firmy miał być Amsterdam. Ostatecznie spółka została nazwana KNDS.
W 2024 nazwa firmy została zmieniona na KNDS France.